# François Levaillant
François Le Vaillant (Paramaribo in Suriname, 6 augustus 1753 - La Noue bij Sézanne in Frankrijk, 22 november 1824) was een Franse schrijver, ontdekkingsreiziger. verzamelaar, ornitholoog en natuuronderzoeker.
Le Vaillant beschreef een groot aantal nieuwe vogelsoorten, op grond van een verzameling die hij in Afrika vergaarde. Hij was ook een van de eerste die kleurplaten toevoegde aan beschrijvingen. Hij gebruikte echter niet de door Linnaeus bedachte binomiale nomenclatuur, maar gaf de voorkeur aan teksten in het Frans en bedacht Franse vogelnamen zoals bateleur (wat ook koorddanser betekent) voor een karakteristieke Afrikaanse soort arend. Daardoor waren zijn beschrijvingen wetenschappelijk gezien niet geldig. Andere onderzoekers maakten van zijn werk gebruik en vernoemde diverse soorten naar hem, zoals de Levaillants koekoek.

## Biografie
François Le Vaillant werd geboren in Paramaribo (Suriname) en was de zoon van een rijke Franse koopman uit Metz die als consul de Franse regering vertegenwoordigde. François raakte geïnteresseerd in de natuur omdat hij opgroeide nabij het tropisch oerwoud, waar hij op vogels jaagde. Toen zijn ouders in 1763 teruggingen naar Metz, begon hij aan een studie Natuurlijke historie in die plaats. Verder verbleef hij ongeveer twee jaar in Duitsland en zeven jaar in Lotharingen. In 1777 bezocht hij Parijs waar hij de gelegenheid kreeg om museumcollecties van vogels te bekijken, waardoor zijn interesse in de ornithologie toenam. In 1781 kreeg hij van Jacob Temminck (de vader van Coenraad Jacob Temminck), die werkzaam was bij de Vereenigde Oostindische Compagnie de opdracht om vogels te verzamelen in de Kaapkolonie. Hij maakte in Zuid-Afrika drie reizen, de eerste rond Kaapstad en naar de Saldanhabaai, de tweede meer oostelijk van Kaapstad en de derde noordelijk van de Oranjerivier en door Namakwaland. In 1784 reisde hij terug naar de Republiek der Zeven Verenigde Nederlanden. Daarna ging hij naar Parijs waar hij betrokken raakte bij de Franse Revolutie. Hij werd in 1793 gevangengenomen, maar werd weer vrijgelaten toen het bewind van Robespierre ten val kwam. Daarna trok hij zich terug op een landgoed nabij Sézanne.

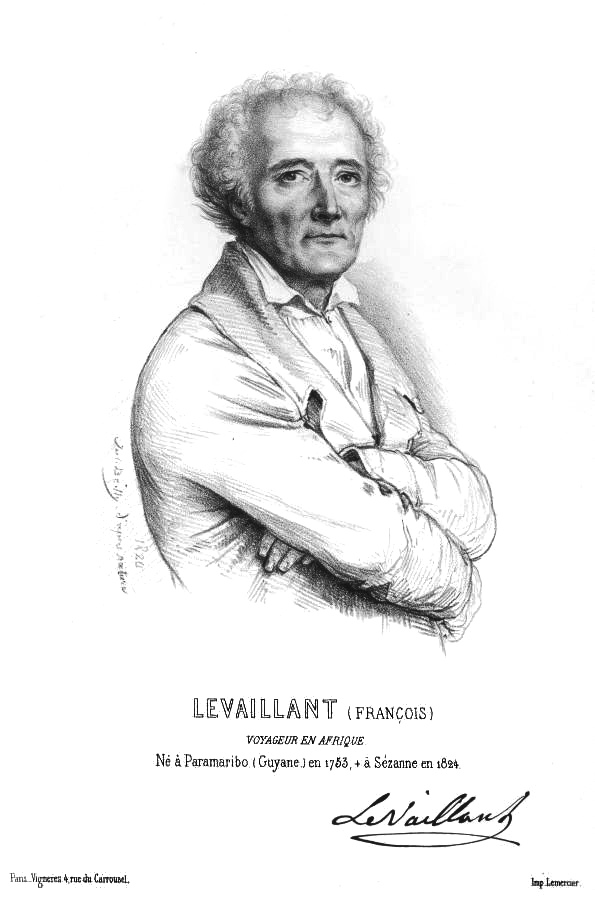
Portret

Le Vaillant huwde drie keer en was de vader van tien kinderen, van wie drie buitenechtelijk. Hij stierf in armoede op het landgoed La Noue bij Sézanne. Hij was de oudoom van de Franse dichter Charles Baudelaire.

## Zijn werk
Na zijn terugkomst uit Afrika publiceerde hij zijn reisverslagen Voyage dans l'intérieur de l'Afrique (1790, 2 vols.) en Second voyage dans l'intérieur de l'Afrique (1796, 3 vols.). Deze boeken werden vertaald in onder andere het Engels. Daarnaast publiceerde hij Histoire naturelle des oiseaux d'Afrique (1796–1808, 6 vols.) met tekeningen van Jacques Barraband, Histoire naturelle des oiseaux de paradis (1801–06), Histoire naturelle des cotingas et des todiers (1804) and Histoire naturelle des calaos (1804). De tekeningen hadden vaak grote invloed op de wetenschappelijke namen die andere onderzoekers zoals Vieillot, Stephens en Wilkes aan door Levaillant beschreven soorten gaven.
Levaillant zond meer dan 2000 specimens van vogels naar Jacob Temminck die immers zijn verzamelreizen had gefinancierd. Deze collectie werd later door zijn zoon Coenraad Jacob Temminck bestudeerd en verkocht aan het Rijksmuseum van Natuurlijke Historie te Leiden (nu Naturalis).

### Ornithologie

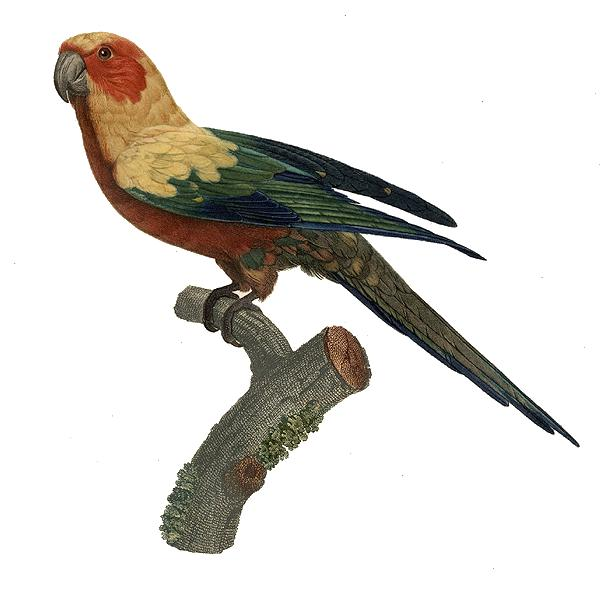
Illustratie gemaakt door Jacques Barraband in Le Vaillant's Histoire Naturelle des Perroquets

Le Vaillant was een tegenstander van de door Linnaeus bedachte binomiale nomenclatuur. Daarom gaf hij alleen Franse namen aan de nieuwe soorten die hij beschreef. De (Latijnse) wetenschappelijke namen van door hem beschreven soorten werden daardoor bedacht door andere auteurs, die als eerbetoon vaak weer de naam van Le Vaillant gebruiken:
- Trachyphonus vaillantii (Kuifbaardvogel)
- Scleroptila levaillantii (Roodvleugelfrankolijn)
- Clamator levaillantii (Levaillants koekoek)
- Corvus levaillantii (Oostelijke junglekraai)
- Picus vaillantii (Levaillants specht)

Le Vaillant was de eerste die veel gebruik maakte van gekleurde platen bij de beschrijvingen waarbij hij ernaar streefde dat vogels in natuurlijke houdingen werden afgebeeld en dat iets van hun gedrag duidelijk werd. Zo werd de zuidelijke gekraagde klauwier door hem afgebeeld terwijl hij een gevangen insect op een doorn prikte, typisch gedrag voor een klauwier. Verder gebruikte hij het woord vocifer (tieren, schreeuwen) bij de beschrijving van de Afrikaanse zeearend; deze vogel heeft een kenmerkende, ver dragende roep. Hij probeerde ook de zang van vogels in notenschrift te noteren. Le Vaillant was dus geïnteresseerd in het gedrag en de manier waarop de vogel gebruik van zijn omgeving maakt en dat was nieuw in zijn tijd. Hij was de eerst die vaststelde dat de perzikkopagapornis (Agapornis roseicollis) zijn nesten bouwt binnen kolonies van republikeinwevers (Philetairus socius). Waarschijnlijk is zijn manier van werken van invloed geweest op het werk van John James Audubon (1785 - 1851)

## Zijn rol alscultureel antropoloog
Le Vaillant was een ontdekkingsreiziger die de Afrikaanse volkeren die hij bezocht onbevooroordeeld beschreef. Hij stond onder invloed van Rousseau met zijn idee over de nobele wilde die hij beschaafder achtte dan de eigen (Franse) cultuur. Hij wordt ook wel gezien als de eerste auteur van reisbeschrijvingen waarin de schrijver reflecteert op zichzelf en op de maatschappij waaruit hij afkomstig is. Hij had een verhouding met een Khoikhoivrouw met de naam Narina. Later noemde hij een nieuwe vogelsoort naar haar (Narina-trogon, Apaloderma narina)

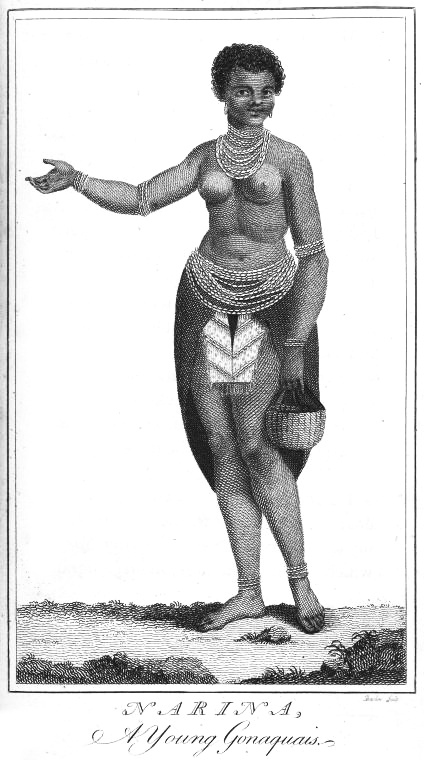
Narina

## Bibliografie

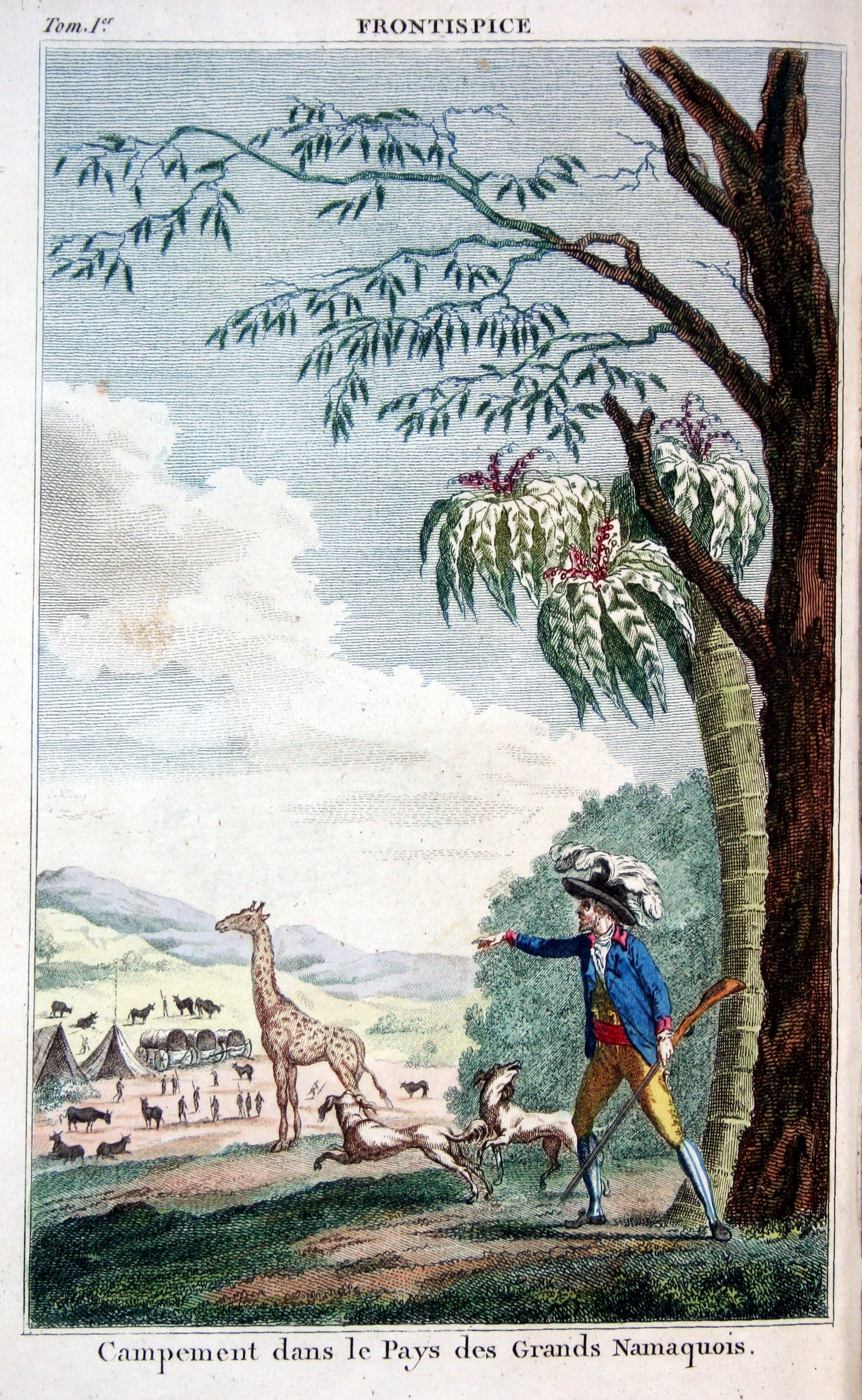
Titelpagina van Voyage dans l'intérieur de l'Afrique

### Vertaald in het Engels
- Francois Le Vaillant: Travels into the interior parts of Africa, by way of the Cape of Good Hope; in the years 1780, 1781 82, 83, 84, and 85. London 1796
- Francois Le Vaillant:  New travels into the interior parts of Africa, by way of the Cape of Good Hope, in the years 1783, 84 and 85. London 1796 Volume 1 Volume 2 Volume 3

## Bron
- Dit artikel of een eerdere versie ervan is een (gedeeltelijke) vertaling van het artikel François Levaillant op de Engelstalige Wikipedia, dat onder de licentie Creative Commons Naamsvermelding/Gelijk delen valt. Zie de bewerkingsgeschiedenis aldaar.

- Bibsys: 10022899
- Biblioteca Nacional de España: XX1342502
- Bibliothèque nationale de France: cb11912764q (data)
- Biografisch Portaal: 79282752
- CiNii: DA05453793
- Gemeinsame Normdatei: 116960183
- International Standard Name Identifier: 0000 0001 2138 6190
- Library of Congress Control Number: n50039800
- Bibliotheek van het Japanse parlement: 001197480
- Nationale Bibliotheek van Tsjechië: js2007391645
- Nationale Bibliotheek van Israël: 987007273558005171
- Nederlandse Thesaurus van Auteursnamen: 071013806
- RKD-Nederlands Instituut voor Kunstgeschiedenis: 49712
- Istituto Centrale per il Catalogo Unico: CFIV019842
- LIBRIS: 347511
- Système universitaire de documentation: 026987376
- Trove: 901449
- Union List of Artist Names: 500095492
- Virtual International Authority File: 71394033
- WorldCat: E39PBJgCK3MpRQk3wKTk968cT3